# Temporada 1950-51 de los Boston Celtics
La Temporada 1950-51 fue la quinta de los Boston Celtics en la NBA. La temporada regular acabó con 39 victorias y 30 derrotas, clasificándose para los playoffs, en los que cayeron en semifinales de división ante los New York Knicks.

## Elecciones en elDraft
| Ronda | Puesto | Jugador         | Posición   | Nacionalidad   | Universidad   |
| ----- | ------ | --------------- | ---------- | -------------- | ------------- |
| 1     | 1      | Chuck Share     | Pívot      | Estados Unidos | Bowling Green |
| 2     | 12     | Chuck Cooper    | Alero      | Estados Unidos | Duquesne      |
| 3     | 24     | Bob Donham      | Base/Alero | Estados Unidos | Ohio State    |
| 6     | 60     | Francis Mahoney | Alero      | Estados Unidos | Brown         |

## Temporada regular
| División Este           | División Este | División Este | División Este | División Este | División Este | División Este | División Este | División Este |
| Equipo                  | G             | P             | %             | PD            | Casa          | Fuera         | Neutral       | Div           |
| ----------------------- | ------------- | ------------- | ------------- | ------------- | ------------- | ------------- | ------------- | ------------- |
| x-Philadelphia Warriors | 40            | 26            | .606          | -             | 28-4          | 11-21         | 1-1           | 22-14         |
| x-Boston Celtics        | 39            | 30            | .565          | 1             | 25-5          | 10-23         | 4-2           | 21-19         |
| x-New York Knicks       | 36            | 30            | .545          | 4             | 22-5          | 10-25         | 4-0           | 21-15         |
| x-Syracuse Nationals    | 32            | 34            | .485          | 8             | 23-10         | 9–24          | -             | 19-17         |
| Baltimore Bullets       | 24            | 42            | .364          | 16            | 20-12         | 4–24          | 0-6           | 12-24         |
| Washington Capitols     | 10            | 25            | .286          | 30            | 7-12          | 3–12          | 0-1           | 6-12          |

## Playoffs

### Semifinales de División
Boston Celtics vs. New York Knicks
| Fecha       | Partido                               | Ciudad     |
| ----------- | ------------------------------------- | ---------- |
| 20 de marzo | Boston Celtics 69, New York Knicks 83 | Boston     |
| 22 de marzo | New York Knicks 92, Boston Celtics 78 | Nueva York |
|             | New York gana las series 2-0          |            |

## Estadísticas
| Rk | Jugador         | Edad | P  | PT | MP | TC  | TCI  | %TC  | 3P | 3PI | %3P | TL  | TLI | %TL  | RO | RD | RT  | AS  | RB | TAP | BP | FP  | PTS  |
| -- | --------------- | ---- | -- | -- | -- | --- | ---- | ---- | -- | --- | --- | --- | --- | ---- | -- | -- | --- | --- | -- | --- | -- | --- | ---- |
| 1  | Ed Macauley     | 22   | 68 |    |    | 6.8 | 14.5 | .466 |    |     |     | 6.9 | 9.0 | .759 |    |    | 9.1 | 3.7 |    |     |    | 3.0 | 20.4 |
| 2  | Bob Cousy       | 22   | 69 |    |    | 5.8 | 16.5 | .352 |    |     |     | 4.0 | 5.3 | .756 |    |    | 6.9 | 4.9 |    |     |    | 2.7 | 15.6 |
| 3  | Sonny Hertzberg | 28   | 65 |    |    | 3.2 | 10.0 | .316 |    |     |     | 3.4 | 4.2 | .826 |    |    | 4.0 | 3.8 |    |     |    | 2.4 | 9.8  |
| 4  | Chuck Cooper    | 24   | 66 |    |    | 3.1 | 9.1  | .344 |    |     |     | 3.0 | 4.0 | .753 |    |    | 8.5 | 2.6 |    |     |    | 3.3 | 9.3  |
| 5  | Bones McKinney  | 32   | 34 |    |    | 2.6 | 8.4  | .317 |    |     |     | 1.6 | 2.2 | .743 |    |    | 5.3 | 2.3 |    |     |    | 3.6 | 6.9  |
| 6  | Ed Leede        | 23   | 57 |    |    | 2.1 | 6.5  | .322 |    |     |     | 2.5 | 3.3 | .741 |    |    | 2.1 | 1.7 |    |     |    | 2.5 | 6.6  |
| 7  | Harry Boykoff   | 28   | 32 |    |    | 2.4 | 6.3  | .384 |    |     |     | 1.4 | 2.0 | .714 |    |    | 4.2 | 1.3 |    |     |    | 4.1 | 6.3  |
| 8  | Dick Mehen      | 28   | 7  |    |    | 2.4 | 7.4  | .327 |    |     |     | 1.4 | 2.1 | .667 |    |    | 3.7 | 1.6 |    |     |    | 2.0 | 6.3  |
| 9  | Bob Donham      | 24   | 68 |    |    | 2.2 | 4.4  | .507 |    |     |     | 1.7 | 3.4 | .498 |    |    | 3.5 | 2.0 |    |     |    | 2.6 | 6.1  |
| 10 | Bob Harris      | 23   | 44 |    |    | 1.9 | 5.4  | .357 |    |     |     | 1.6 | 2.4 | .664 |    |    | 5.6 | 1.3 |    |     |    | 3.1 | 5.5  |
| 11 | John Mahnken    | 28   | 46 |    |    | 2.2 | 6.5  | .342 |    |     |     | 0.8 | 1.2 | .648 |    |    | 4.0 | 1.5 |    |     |    | 3.3 | 5.2  |
| 12 | Ed Stanczak     | 29   | 19 |    |    | 0.6 | 2.6  | .240 |    |     |     | 1.9 | 2.4 | .800 |    |    | 1.9 | 0.4 |    |     |    | 2.5 | 3.2  |
| 13 | Andy Duncan     | 28   | 14 |    |    | 0.5 | 2.9  | .175 |    |     |     | 1.1 | 1.6 | .682 |    |    | 2.1 | 0.6 |    |     |    | 2.3 | 2.1  |
| 14 | Brady Walker    | 29   | 17 |    |    | 0.8 | 1.9  | .394 |    |     |     | 0.3 | 0.5 | .556 |    |    | 1.8 | 0.5 |    |     |    | 0.6 | 1.8  |
| 15 | Kenny Sailors   | 29   | 10 |    |    | 0.4 | 2.5  | .160 |    |     |     | 1.0 | 1.6 | .625 |    |    | 0.3 | 0.8 |    |     |    | 1.4 | 1.8  |
| 16 | Kleggie Hermsen | 27   | 23 |    |    | 2.6 | 8.3  | .314 |    |     |     | 1.3 | 2.1 | .592 |    |    |     | 0.9 |    |     |    | 3.0 | 6.5  |
| 17 | Frank Kudelka   | 25   | 27 |    |    | 2.0 | 5.6  | .360 |    |     |     | 0.7 | 1.0 | .741 |    |    |     | 1.1 |    |     |    | 2.3 | 4.7  |

## Galardones y récords
| Jugador     | Galardón                 |
| Ed Macauley | Mejor quinteto de la NBA |